# Плавун щитолистий
Плавун щитолистий (Nymphoides peltata (S. G. Gmel.) O. Kuntze) — реліктовий (третинний) вид, багаторічна трав'яниста рослина родини бобівникових. Вид занесений до Червоної книги України, угруповання (формація) —  до Зеленої книги України.

## Ботанічна характеристика
Кореневище довге, повзуче, закріплюється на дні водойми. Листки з квітами плавають на поверхні води. Цвіте у червні-серпні. Плоди – яйцеподібні коробочки з насінням достигають у серпні-вересні.
Розмножуються кореневищем та насінням.

## Екологічна приуроченість
Росте спорадично на мілководдях (30-50 см), непроточних або мало проточних водоймах з піщаним та мулисто-піщаним дном.

## Поширення
В Хмельницькій області плавун щитолистий виявлений в старому руслі Південного Бугу біля Меджибожа.

## Природоохоронний статус
Вид занесений до Червоної книги України. Охоронна категорія: «вразливий».
Формація плавуна щитолистого (Nymphoideta peltatae) занесена до Зеленої книги України. Категорія охорони: 2 (рідкісний тип асоційованості домінантів головного та підлеглих ярусів; домінант і співдомінанти (сальвінія плавуча, марсилія чотирилиста) занесені до Червоної книги України). Статус угруповання: рідкісні угруповання (характеризуються низьким ступенем трапляння і займають незначні площі).